# Hipposideros cervinus
Hipposideros cervinus (Gould, 1854) è un pipistrello della famiglia degli Ipposideridi diffuso nell'Ecozona orientale e in quella australasiana.

## Descrizione

### Dimensioni
Pipistrello di medie dimensioni, con la lunghezza della testa e del corpo tra 41 e 58 mm, la lunghezza dell'avambraccio tra 44 e 50,7 mm, la lunghezza della coda tra 24,1 e 33 mm, la lunghezza del piede tra 7 e 9,5 mm, la lunghezza delle orecchie tra 11 e 17 mm e un peso fino a 12 g.

### Aspetto
Le parti dorsali sono marroni con la base dei peli giallo-brunastra, mentre le parti ventrali sono più chiare. È presente una fase interamente arancione. Le orecchie sono larghe e triangolari, con l'estremità appuntita piegata verso l'esterno ed un antitrago ben sviluppato. La foglia nasale presenta una porzione anteriore piccola, con due fogliette supplementari su ogni lato, un setto nasale non rigonfio ma con due alette intorno alle narici ben sviluppate, una porzione posteriore con il margine superiore semi-circolare e con tre setti che la dividono in quattro celle. La sacca frontale è ben sviluppata nei maschi e più indistinta nelle femmine. La coda è lunga e si estende leggermente oltre l'ampio uropatagio. Il primo premolare superiore è piccolo e situato fuori la linea alveolare. 

### Ecolocazione
Emette ultrasuoni ad alto ciclo di lavoro sotto forma di impulsi a frequenza costante di 110–124 kHz nel Borneo, 137–141 kHz a Sulawesi e 136–138 kHz in Nuova Guinea.

## Biologia

### Comportamento
Si rifugia in gruppi numerosi all'interno di grotte, gallerie e cavità degli alberi. Sono state colonie di 60.000 individui in una grotta della Nuova Guinea ed una fino a 300.000 nel Borneo. L'attività predatoria inizia al tramonto. Il suo volo è lento e può rimanere sospeso in aria. Gli individui più piccoli e le femmine sessualmente inattive entrano in uno stato di torpore durante i periodi più freddi.

### Alimentazione
Si nutre di insetti come piccoli coleotteri e falene catturati tra la boscaglia lungo i corsi d'acqua o sopra specchi d'acqua a circa 3 metri dal suolo.

### Riproduzione
Danno alla luce un piccolo due volte l'anno a marzo e settembre.

## Distribuzione e habitat
Questa specie è diffusa in Malaysia, Indonesia, Filippine, Papua Nuova Guinea, Australia.
Vive nelle foreste pluviali primarie e secondarie, boschi di eucalipto, giardini, piantagioni ed aree urbane fino a 1.000 metri di altitudine.

## Tassonomia
Sono state riconosciute 4 sottospecie:
- H.c.cervinus: Sulawesi, Peleng, Sanana, Mangole, Sangihe, Isole Togian; Isole Aru, Isole Kai; Nuova Guinea, Nuova Britannia, Isola del Duca di York, Mioko, Nuova Irlanda, Emirau, Manus, Normanby, Misima, Rossel, Isola Fergusson, Goodenough, Kiriwina, Kadovar, Karkar, Crown, Batanta, Waigeo; Penisola di Capo York; Isole Salomone: Bougainville, Fauro, Guadalcanal, Kolombangara, Malaita, Rennell, Russell, Makira, San Jorge, Santa Ysabel, Fenualoa nelle Reef Islands; Vanuatu: Aore, Éfaté, Espiritu Santo, Malakula, Malo, Mota, Mota Lava, Nendo, Vanikolo, Tegua, Toga;
- H.c.batchianus (Matschie, 1901): Bacan, Bisa;
- H.c.labuanensis (Tomes, 1859): Penisola malese, Sumatra, Bangka, Borneo, Kangean, Sipora, Pagai del nord, Enggano; isole filippine di Mindanao e Palawan;
- H.c.misoriensis (Peters, 1906): Yapen, Biak-Supiori, Numfor.

## Conservazione
La IUCN Red List, considerato il vasto areale, la tolleranza alle modifiche ambientali e la popolazione presumibilmente numerosa, classifica H.cervinus come specie a rischio minimo (Least Concern)).